# Rose (Street Fighter)
Pour les articles homonymes, voir Rose.
Rose (ローズ, Rōzu) est un personnage de la série Street Fighter qui a marqué sa première apparition dans Street Fighter Alpha: Warriors' Dreams sorti en 1995 au Japon,.
Rose apparaît dans les trois épisodes de la trilogie Street Fighter Alpha et revient dans Street Fighter IV ainsi que ses extensions,,. Elle apparaît également en tant que caméo en arrière-plan dans le stage « Showdown in the Park » de Marvel Super Heroes vs. Street Fighter ou encore dans le stage à Londres dans Capcom vs. SNK 2: Mark of the Millennium 2001 lors du second round. Dans Street Fighter V, Rose est indirectement remplacée par Menat, sa jeune apprentie également dotée du "Soul Power" (le "pouvoir de l'âme", pouvoir opposé du "Psycho Power" de M.Bison) mais où Menat combat à l'aide d'une boule de cristal qui tient ses adversaires à distance, et non d'une écharpe comme son ainée. La Génoise ne rejoindra son apprentie qu'à la cinquième saison du titre, dans un DLC.
Le design de Rose est inspiré du personnage de Lisa Lisa provenant du manga JoJo's Bizarre Adventure, la tenue de Rose étant presque identique à celle de Lisa Lisa et les deux personnages partageant le même style de combat, qui consiste à canaliser de l'énergie dans leurs écharpes. « Soul Power » est le pouvoir de Rose et « Ripple » celui de Lisa Lisa,.

## Biographie du personnage
Rose apparaît pour la première fois dans Street Fighter Alpha, caractérisé comme une mystérieuse diseuse de bonne aventure originaire de Gênes, en Italie. Elle est à la recherche de Bison et cherche à éradiquer le pouvoir diabolique dont celui-ci est doté, le "Psycho Power", à l'aide du pouvoir opposé, le « Soul Power », dont elle-même est dotée. À la fin du jeu, Rose affronte Bison en duel et semble le tuer. À la fin de Street Fighter Alpha 2, elle apprend en lisant ses cartes de tarot que Bison a survécu,.
Dans Street Fighter Alpha 3, Rose fait face à Bison encore une fois et enfonce son poing dans la poitrine du dictateur, canalisant son énergie dans son corps. Alors qu'ils se débattent, Bison révèle à Rose qu'ils partagent chacun la moitié d'une même et unique âme : elle le bon côté, lui le mauvais. Le combat se conclut par l'évaporation de la forme physique de Bison tandis que Rose s'effondre, épuisée. Peu de temps après, Guy la retrouve, la récupère et l'emmène en sécurité. Bien qu'il semble que Bison ait été tué, il a transféré sa conscience à Rose, réclamant progressivement son corps.
Dans Super Street Fighter II Turbo, l'âme de Bison est restée à l'intérieur du corps de Rose, et a pris le contrôle jusqu'à obtenir un nouveau corps. Akuma aurait tué Bison lors du second tournoi World Warrior avec le pouvoir du « Raging Demon », qui détruirait son âme.
Dans Street Fighter IV, Rose a pour but de retrouver Bison et de l'arrêter définitivement, après avoir appris la survie du dictateur à l'attaque d'Akuma en toute fin du deuxième tournoi World Warrior. Dans sa cinématique de fin, Rose est confrontée à Bison, qui lui récupère son pouvoir la faisant tomber au sol, inconsciente. Bison se tient devant elle et lui déclare qu'il a l'intention de la laisser en vie pour satisfaire son âme. On apprend dans Super Street Fighter IV dans la cinématique de fin de Guy qu'il sauve Rose de Bison et tente de fuir avec.
Rose apparait pour la première (et dernière à ce jour) fois au cinéma dans le film de 2009 Street Fighter: Legend of Chun-Li, et est interprétée par Elizaveta Kiryukhina. Son histoire est cependant totalement réadaptée, et ne reprend pas le canon des jeux, à l'exception de l'idée selon laquelle elle serait l'incarnation de la bonne partie de l'âme de Bison.

## Apparitions
- 1995 - Street Fighter Alpha: Warriors' Dreams
- 1996 - Street Fighter Alpha 2
- 1998 - Street Fighter Alpha 3
- 1999 - SNK vs. Capcom: Card Fighters Clash
- 2001 - Street Fighter Zero 3 Upper
- 2004 - Capcom Fighting Jam
- 2005 - Namco x Capcom
- 2008 - Street Fighter IV
- 2009 - Street Fighter: Legend of Chun-Li
- 2010 - Super Street Fighter IV
- 2012 - Street Fighter X Mega Man
- 2014 - Ultra Street Fighter IV
- 2021 - Street Fighter V